# Jean Eglof de Knöringen
Johann Eglof von Knöringen (né le 25 juillet 1537, mort le 4 juin 1575 à Dillingen an der Donau) est le 59e évêque d'Augsbourg de 1573 à sa mort.

## Biographie
Johann Egolf vient de la famille de ministériels souabe de Knöringen. Il est chanoine à Freising en 1547 et en 1552 à Augsbourg. Dans les années 1550, il voyage beaucoup à Rome, à Vienne, dans le nord de l'Allemagne et dans les Dix-Sept Provinces. En 1559, il commence ses études à Ingolstadt et les poursuit à Bologne et à Fribourg où il a pour professeur Glaréan.
En 1561, il est ordonné prêtre. En 1564, il devient membre du chapitre de la cathédrale de Wurtzbourg, où il est également écolâtre ; il démissionne en 1570 en faveur du futur prince-évêque de Wurtzbourg, le jeune Jules Echter von Mespelbrunn, qu'il proposa lui-même. Il est finalement nommé protonotaire apostolique en 1571 par le pape Pie V et élu prince-évêque d'Augsbourg le 18 mai 1573 et confirmé par le pape Grégoire XIII le 31 juillet.
Dans l'ensemble, pendant son épiscopat, il continue sur les traces de son prédécesseur. Dans le conflit sur les taux d'intérêt d'Augsbourg, il a de vives discussions avec les jésuites. Johann Egolf se prononce contre la Réforme protestante et tente d'empêcher son avancée.
Avant sa mort, en 1573, par l'intermédiaire de Martin Eisengrein, il lègue à l'université d'Ingolstadt sa vaste collection de 6 062 livres ainsi que des peintures, des objets d'art et des minéraux. Cela constitue la base des collections scientifiques de l'université qui, après le déménagement de l'université à Landshut puis à Munich, se trouvent désormais dans la bibliothèque universitaire de Munich,.
Il meurt d'une lente maladie et est enterré dans la cathédrale d'Augsbourg, près de la chapelle Sainte-Agnès.